# Норт Америкен B-25
Б-25 Мичел (енгл. B-25 Mitchell) је био амерички бомбардер из периода Другог свјетског рата. Производила га је фабрика Норт Америкен од 1940. до 1945.

## Развој
Б-25 је добио име по Билу Мичелу, раном заговорнику ваздушне силе у САД. Иако фабрика Норт Америкен није раније израђивала бомбардере ни двомоторне авионе, B-25 је произведен у већем броју примјерака од било ког америчког двомоторног бомбардера. Први лет прототипа је изведен јануара 1939. године, а авион је ушао у серијску производњу 1940.
Произведено је укупно 9816 авиона, највише верзије Ј (4318) - бомбардера са 13 митраљеза 12.7 mm и 1814 kg бомби.
Ф-10 је био ненаоружани извиђач а ЦБ-25 је био послијератни транспортни авион. Тренажни авиони АТ-24 су касније преименовани у ТБ-25.

## У борби
Корисници авиона B-25 у рату су била ратна ваздухопловства сљедећих земаља: САД, В. Британија, Француска, Аустралија, Бразил, СССР, Кина, Мексико, Холандија (од 1944), Италија (савезничка, од 1943)
Дана 18. априла 1942. авиони B-25Б са носача авиона Хорнет посебно уређеног за овај напад, вођени пуковником Џимом Дулитлом, су извели први напад на Токио у Другом свјетском рату. Побољшања авиона су довела до испорука РАФ-у, совјетском РВ и Кини, а под називом ПБЈ-1Ц Америчкој морнарици.
Неке верзије авиона (као B-25Г) су носиле пољски топ калибра 75 mm за нападе на земаљске циљеве и јапанске бродове. За неутрализирање ПАВ ватре и осматрање гађања у носу су додати још и митраљези 12.7 mm (2-4).
Верзија Х је имала уз топ 75 mm још и 14 митраљеза 12.7 mm, од којих је 8 тукло напријед.

## Карактеристике
Врста авиона: средњи бомбардер
- Први лет прототипа: 1939.
- Произвођач: Норт Америкен

Димензије
- Аеропрофил крила:

Масе
Погонска група
- Мотори: два, Рајт Р-2600 (Wright R-2600 "Cyclone"), 1,380 kW, 1,850 КС сваки
- Однос снага/тежина: 182

## Летне особине
- Највећа брзина: 442
- Радијус дејства: 2166
- Највећи долет: 2,300 nmi, 4,300
- Оперативни врхунац лета: 7,600
- Брзина пењања: 4

## Наоружање
- Стрељачко: 12 митраљеза .50 in (12.7 mm) Браунинг (Browning M2)
- Бомбе: до 1451